# Козловский, Фёдор Андреевич
Князь Фёдор Андреевич Козловский — воевода в правление Бориса Годунова, Смутное время и во времена правления Михаила Фёдоровича.
Из княжеского рода Козловские. Сын князя Андрея Григорьевича Козловского.
Имел братьев: голов в войсках князей Ивана и Василия Андреевичей и воеводу князя Петра Андреевича периода Смутного времени.

## Биография
В 1600-1601 годах первый воевода в Берёзове.
В 1611 году собрав в Романове общее с братьями войско против поляков и примкнувших к ним перебежчиков, пришёл к Москве, встал с войском других воевод у Покровских и Сретенских ворот. В бою прогнали в Кремль вышедших против них поляков и овладели в Белом городе круглою башней и Яузскими воротами, а позже в бою отбили Покровские, Фроловские, Сретенские, Петровские и Тверские ворота, побив многих поляков. В 1612 году, по пришествии со вторым народным ополчением к Москве князя Дмитрия Михайловича Пожарского, разбив и прогнав в августе польские войска взяли приступом в октябре (1 ноября) Китай город и принудили поляков сдать Кремль (5 ноября 1612).
В 1623-1625 годах первый воевода в Берёзове.  В Боярской книге 1627 года записан московским дворянином.
По родословной росписи показан бездетным.